# 丘克恰吉爾斯科耶湖
丘克恰吉爾斯科耶湖是俄羅斯的大型淡水湖，位於哈巴羅夫斯克邊疆區內，面積366平方公里，平均深度2米，最大深度6米，湖水來自溶雪、雨水和地下水，在每年10月至11月上旬結冰，直至翌年5月。